# Mustang

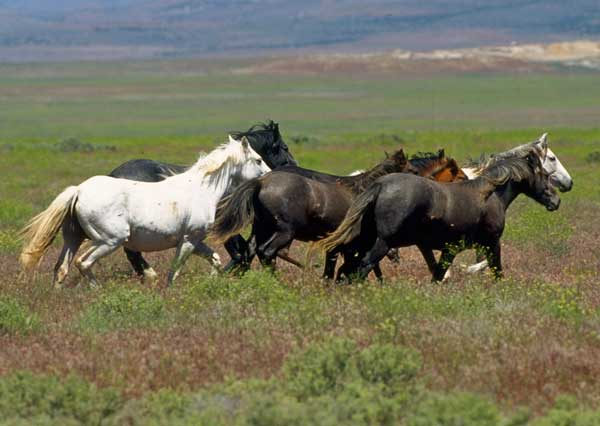
Mustangi

Mustangul este calul sălbatic din America de Sud, astăzi pe cale de dispariție, datorită restrângerii spațiului forestier și mediului în care trăia.
Era un animal ocrotit și venerat de indienii nord-americani (pieile roșii) care aveau un cult aparte pentru acest animal.
Mustangul adevărat se distinge prin coloritul tipic (pete alb-negru, sau alb-maro) cât și prin trăsăturile sale „atletice” care îl deosebesc de celelalte rase de cai. Mustangul se deosebește și prin inteligența sa, simțurile și alte calități care nu sunt întâlnite la alte rase de cai.
Mustangul trăia (trăiește) în preriile nepopulate de om, în herghelii de câteva sute de exemplare (astăzi foarte posibil în număr mult mai restrâns), în care există o ierarhie precisă. În fruntea unei herghelii se află mereu un mascul (armăsarul dominant) care conduce și apără herghelia pe durata deplasării spre alte teritorii și în timpul staționării hergheliei. Pe laturile acesteia se găsesc armăsarii, spre centru femelele (iepele) și în centru se află mânjii și iepele gestante, astfel încât la un atac al prădătorilor să fie cât mai feriți componenții vulnerabili. Herghelia de mustangi are și unul sau mai mulți „cercetași” care au misiunea ca, pe timpul deplasării, să cerceteze terenul și să avertizeze herghelia în cazul eventualelor pericole. Armăsarul conducător (și nu numai) este un animal puternic, curajos în stare de orice pentru a-și apăra herghelia. Spre exemplu el poate pune pe fugă 1-2 lupi sau chiar o panteră, lovind cu toate cele 4 picioare, în timp ce cu dinții caută să-și muște adversarul. Este un animal rezistent atât la temperaturi aproximativ ridicate, cât și la temperaturi scăzute.
În timpul iernii herghelia se deplasează pe distanțe lungi în căutarea hranei. În timpul acestor deplasări mor doar exemplarele foarte bătrâne, bolnave sau foarte tinere. Înainte de colonizarea întregului continent nord-american, în preriile și podișurile cu vegetație abundentă ale Munților Stâncoși se găseau sute de mii de exemplare, în timp ce azi din mustangul pur au rămas doar câteva mii de exemplare. La dispariția acestei splendide rase de cai a contribuit în general omul, odată cu procesul de colonizare.
Mustangul este la origine din Spania, și sunt descendenți din Andalusian, Barb și Arab. Mustangii au ajuns în America de Nord în secolul al XVI-lea, aduși de către exploratorii spanioli. Oriunde ajungeau spaniolii, își aduceau cu ei și caii foarte necesari deplasărilor rapide și libertății acestora. 
Caii spaniolilor, fiind foarte obișnuiți cu oamenii, erau ușor de furat de către nativii americani, iar foarte curând au devenit americani nativi și cei mai buni prieteni (spun unele surse). Acești cai „însușiți prin furt” de către nativii americani de la spanioli, au devenit fundamentul mustangului modern cunoscut și astăzi. Din păcate până în zilele noastre, mustangul a fost împerecheat cu o varietate foarte largă de alte rase ceea ce le dă o mare gamă de culori, mărimi și aspecte.
La mijlocul anilor 1800, în timpul marelui triaj în California, 40 000 de cai au fost uciși de către „rancers”, aceștia fiind supărați pentru că acești cai le distrugeau pășunile.
În 1930 a început vânzarea cailor mustang, pentru consumul de carne.
Începând cu anii 1971, mustangii sunt protejați de Bureau of Land Management și nu mai sunt sacrificați pentru consumul de carne. Recenta lege cu privire la gestionarea cailor mustangi a provocat diverse controverse, deoarece BLM a stabilit un număr limită pentru efectivul „turmelor” de mustangi, pentru restul excesului în efectiv revenind la practicile de vânzări. 
Nu se cunoaște situația vânzării mustangilor în acest moment.